# Jacob Dissius

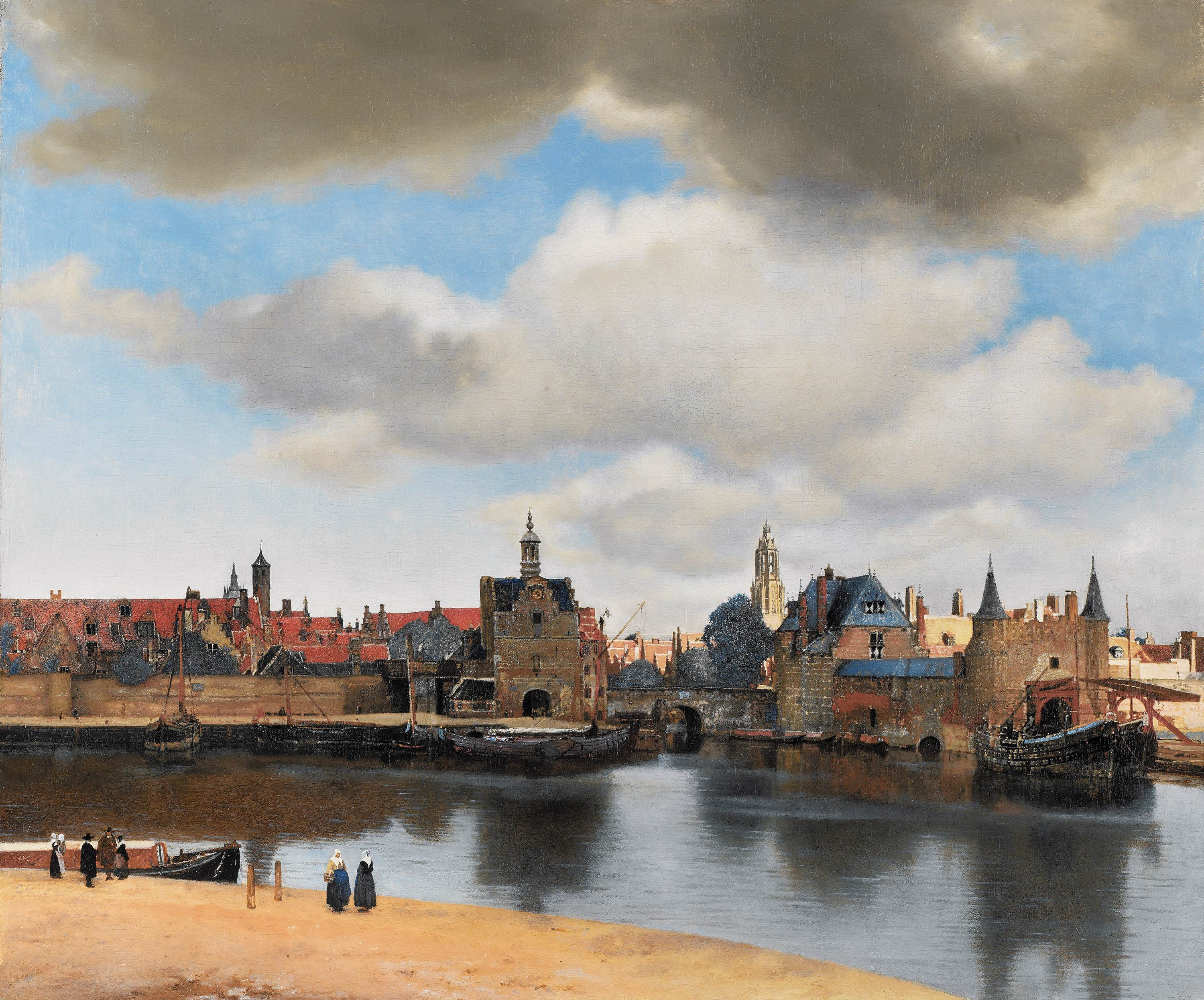
Jan Vermeer, Veduta di Delft, 1660 ca., Mauritshuis, L'Aia

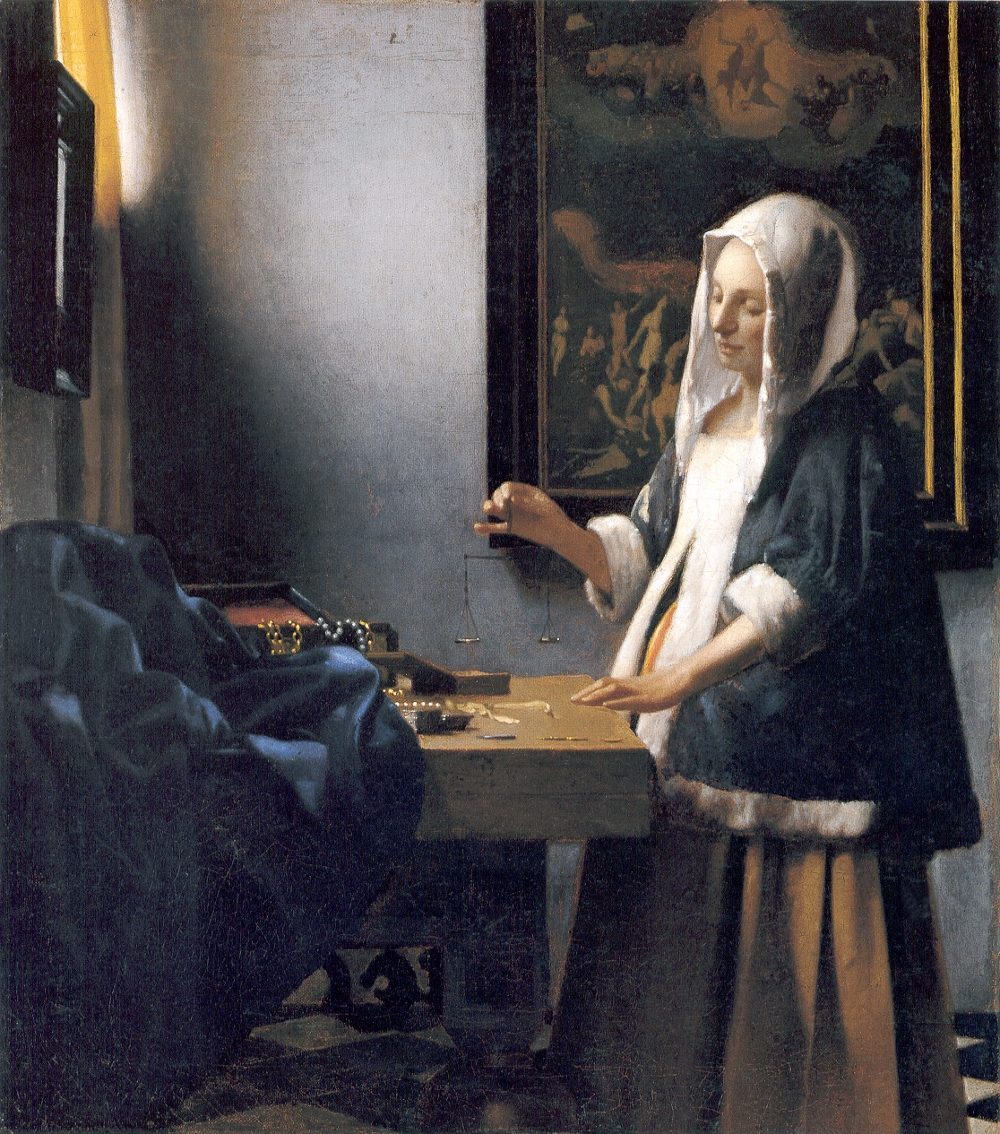
Jan Vermeer, Pesatrice di perle, 1662 - 1665, National Gallery of Art, Washington

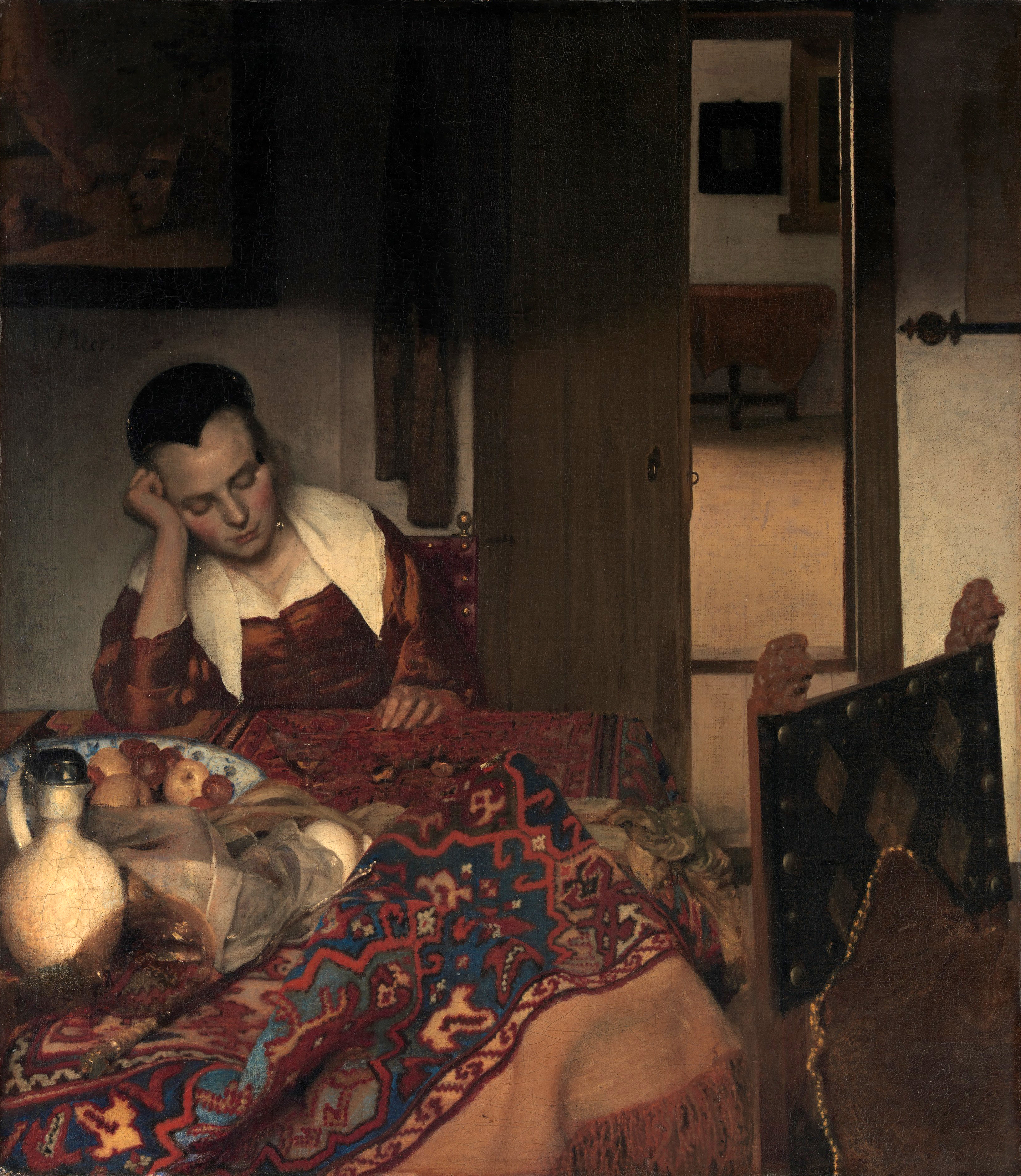
Jan Vermeer, Giovane donna assopita, 1657, Metropolitan Museum of Art, New York

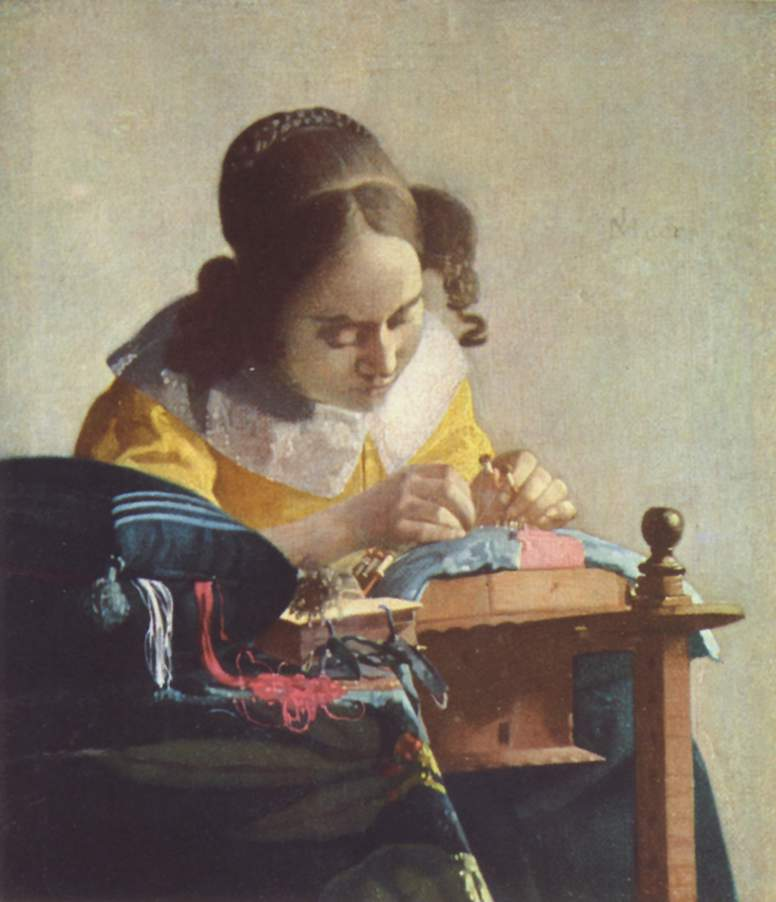
Jan Vermeer, Merlettaia, 1669 – 1671, Museo del Louvre, Parigi

Jacob Abrahamsz. Dissius (... – 1695) è stato un tipografo e collezionista d'arte olandese.

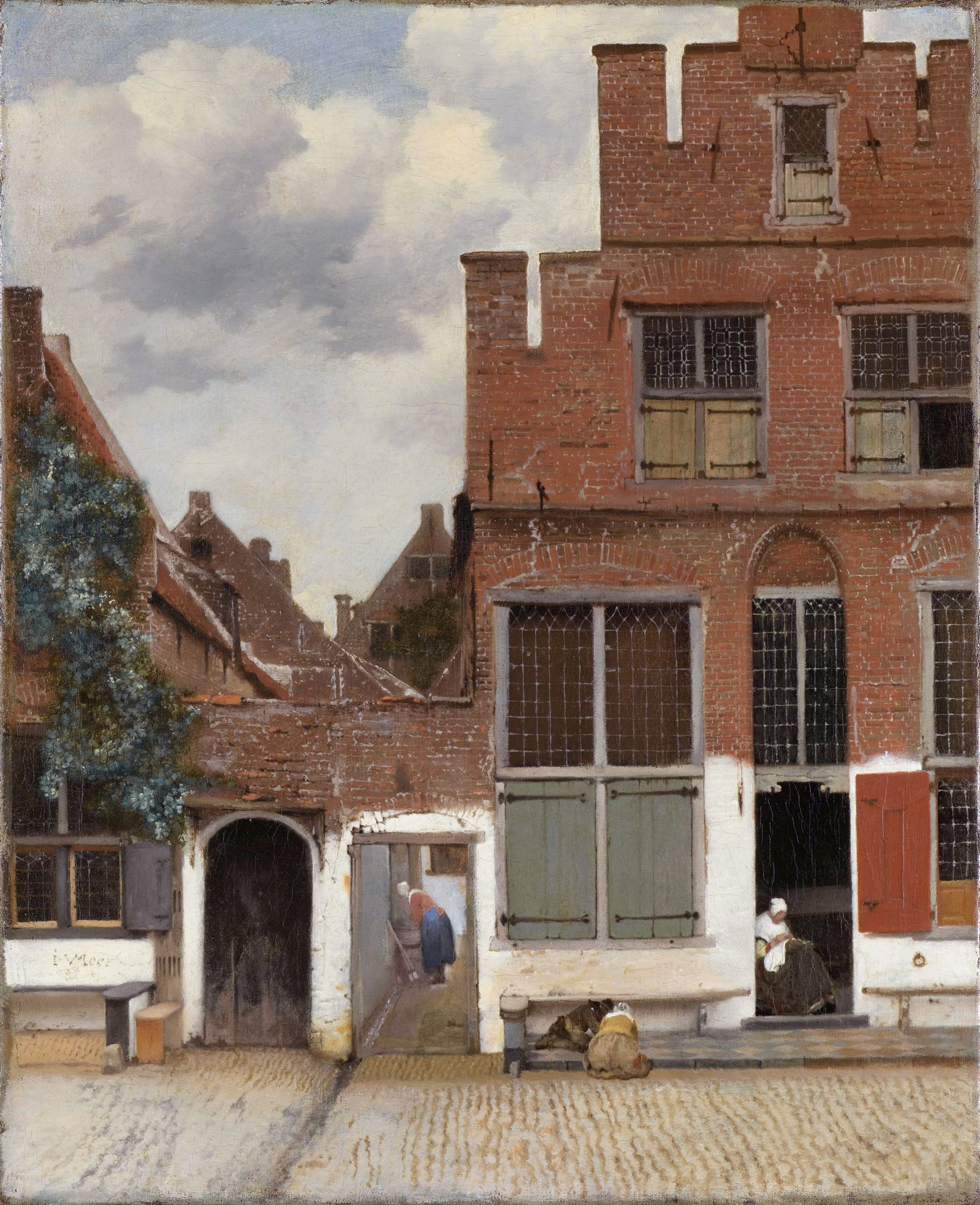
Jan Vermeer, Stradina di Delft, 1657 ca., Rijksmuseum, Amsterdam

Si ricorda soprattutto per la sua collezione, comprendente 21 dipinti di Vermeer, che alla sua morte furono messi all'asta, ad Amsterdam, nel 1696.

## Biografia
Rilegatore, membro della Gilda di San Luca, gestiva una libreria, la «Het Gulden ABC» (Dorata ABC), al 32 del Markt a Delft, acquistata dal padre Abraham nel 1651. Nel 1680, sposò la figlia e unica erede del ricco Pieter Van Ruijven, Magdalena. Alla morte della moglie, avvenuta nel 1682 a soli 26 anni, ereditò i beni dei Van Ruijven (anche se stranamente decise di condividerli con il padre Abramo). Un inventario dei beni Dissius, redatto l'anno dopo la morte di Magdalena, comprendeva venti Vermeer, che Dissius aveva presumibilmente ereditato da lei. Secondo questo documento, vi erano undici Vermeer nella solotto della casa di Dissius sul Markt, quattro nella stanza sul retro, uno in cucina, che a quanto pare serviva anche da camera da letto, due in un locale seminterrato e due nel soggiorno.
Secondo Montias, la maggior parte della collezione Dissius proveniva da quella del ricco suocero Pieter van Ruijven, che aveva comprato i dipinti direttamente da Vermeer. Un artista come Vermeer, sostiene lo studioso, visto il tempo necessario a dipingere le sue raffinate e meticolose scene di genere, avrebbe potuto rivolgersi solo a specifici clienti, piuttosto che al mercato libero. Van Ruijven, d'altra parte, potrebbe aver pensato di emulare un sostenitore delle arti come Pieter Spiering, detto Silvercroon. Silvercroon era il mecenate di Gerrit Dou, uno dei pittori meglio pagati del secolo XVII: Dou riceveva la somma di 500 fiorini l'anno per il diritto di prelazione sui suoi ricercati lavori. Phillip Angel, nel suo Elogio della pittura del 1642, scrive dell'accordo di Spiering con Dou. Nel suo racconto, tra i mitici mecenati dell'antichità e del Rinascimento, come il re Attalo, Alessandro, Cesare, l'Imperatore Massimiliano, Giulio II e Francesco I, il solo nome olandese è quello di Spiering. Emulando lui, Van Ruijven sperava di migliorare il suo status sociale legando il suo nome a quello di un locale talento eccezionale - Vermeer - e, più in generale, raccogliendo una scelta collezione d'arte.
Jacob Dissius morì nel 1695.

## L'asta Dissius
Sei mesi dopo la sua morte, nel mese di ottobre 1695, un annuncio su un quotidiano di Amsterdam pubblicizzava un'asta di «eccellenti artificiose» opere, tra le quali «21 pezzi di straordinaria forza e deliziosamente dipinti dal compianto J. Vermeer di Delft, che rappresentano diverse composizioni, le migliori che abbia mai fatto», provenienti tutti dalla collezione Dissius. Non si sa come il numero dei Vermeer sia passato da venti a ventuno tra il 1683 ed il 1695. È possibile che si tratti di un errore accidentale di falsa attribuzione di uno dei dipinti di un artista diverso, oppure può darsi che Dissius abbia acquistato un altro Vermeer in seguito.
Il 16 maggio 1696, ad Amsterdam, si tenne la cosiddetta asta Dissius, evento fondamentale per l'arte di Vermeer. Il ricavo della vendita dei 21 Vermeer assommò a un totale di 1.503 fiorini e 10 centesimi, quindi una somma considerevole. Tuttavia, di gran lunga più importante, per gli storici dell'arte, è il catalogo dell'asta, che costituisce una delle poche solide basi storiche che gli studiosi hanno per determinare quali siano gli autentici Vermeer.
Alcune delle descrizioni sono troppo vaghe per essere di qualche utilità, e alcuni dei dipinti sono spariti. Ma circa 16 dipinti sono stati identificati ormai all'unanimità. Se non fosse stato per l'asta, non ci sarebbe stata nessuna traccia dei quadri, perché questo catalogo rappresenta l'ultimo documento descrittivo dei dipinti, prima di riemergere dal nulla dopo quasi duecento anni. La storia di alcuni di questi dipinti può essere ricostruita attraverso quegli anni bui, di solito dalle vendite, spesso attribuiti di volta in volta a Metsu, De Hoogh o Ter Borch, e sovente acquistate per importi irrisori; più di rado da voci isolate di quando in quando, tracce e brandelli che si ritrovano nei diari e nei taccuini, come l'accenno di Sir Joshua Reynolds alla Lattaia come a uno dei suoi dipinti preferiti, durante un viaggio nei Paesi Bassi nel 1781.

### Il catalogo dell'asta
1. Una giovane donna con bilancia, in una scatola, di J. van der Meer di Delft, dipinta con straordinaria abilità e vigoria - (Pesatrice di perle)
2. Una cameriera che versa il latte, molto ben fatto, dello stesso - (Lattaia)
3. Il ritratto di Vermeer in una stanza con vari accessori, straordinariamente belli, dipinti da lui - (Allegoria della pittura)
4. Una giovane donna che suona la chitarra, molto bello, dello stesso - (Suonatrice di chitarra)
5. In cui un signore si sta lavando le mani in una stanza prospettica con figure, abile e raro, del predetto
6. Una giovane donna suona il clavicembalo in una stanza, con un signore in ascolto, dello stesso - (Lezione di musica)
7. Una giovane donna a cui viene portata una lettera da una cameriera, del predetto - (Fantesca che porge una lettera)
8. Una cameriera ubriaca che dorme a un tavolo, dello stesso - (Giovane donna assopita)
9. Un'allegra compagnia in una stanza, vigoroso e bello, del predetto - (Fanciulla con bicchiere di vino)
10. Un signore e una giovane donna fanno musica in una stanza, dello stesso - (Concerto interrotto)
11. Un soldato con una ragazza che ride, molto bello, del predetto - (Soldato con ragazza sorridente)
12. Una giovane donna che ricama, dello stesso - (Merlettaia)
13. La Chiesa Vecchia di Amsterdam, di Emanuel de Witte
14. La tomba del vecchio principe, dello stesso
15. Un'altra chiesa
16. La città di Delft in prospettiva, vista da sud, dal sig. J. van der Meer di Delft - (Veduta di Delft)
17. Una veduta di una casa che si trova a Delft - (Stradina di Delft)
18. Una veduta di una casa, del predetto
19. Una signora giovane che scrive, molto buono, dello stesso - (Donna che scrive una lettera)
20. Una signora che si abbiglia, molto bello, del predetto - (Donna con collana di perle)
21. Una signora che suona la spinetta, del predetto - (Donna seduta alla spinetta)
22. Un primo piano in abito d'epoca, straordinariamente abile, dello stesso
23. Un altro di Vermeer
24. Un pendant dello stesso
25. Un paesaggio di grandi dimensioni da Simon de Vlieger, del suoi migliori
26. Un piccolo dello stesso
27. Un altro del predetto
28. Un altro più grande del predetto
29. Un primo piano di Rembrandt